# Друбич Тетяна Люсьєнівна
Дру́бич Тетя́на Люсьє́нівна (нар. 7 червня 1960, Москва) — радянська і російська кіноактриса, лікар-ендокринолог.

## Біографія
Народилася 7 червня 1960 р. в Москві, в єврейській родині інженера Люсьєна Ілліча (Леоніда Ізраїльовича) Друбича. Закінчила Медичний інститут ім. М. Семашка (1983) та ординатуру. Працює лікарем.
Лауреат кінопремії «Ніка»: за найкращу жіночу роль другого плану у фільмі «Остання казка Рити» (2011).
- Чоловік (1983—1989) — кінорежисер Сергій Соловйов (1944—2021).
  - Дочка  — композитор і піаністка Анна Друбич (нар. 27.06.1984).

## Фільмографія

### Кіно
| Рік  | Фільм                                                             | Оригінальна назва                                               | Роль             |
| ---- | ----------------------------------------------------------------- | --------------------------------------------------------------- | ---------------- |
| 1971 | П'ятнадцята весна                                                 | рос. Пятнадцатая весна                                          | Альона           |
| 1975 | Сто днів після дитинства                                          | рос. Сто дней после детства                                     | Лєна Єрголіна    |
| 1977 | Сум'яття почуттів                                                 | рос. Смятение чувств                                            | Маша             |
| 1979 | Особливо небезпечні...                                            | рос. Особо опасные...                                           | Таня Шевчук      |
| 1980 | Рятівник                                                          | рос. Спасатель                                                  |                  |
| 1982 | Спадкоємиця по прямій                                             | рос. Наследница по прямой                                       | Валерія          |
| 1982 | Обрані                                                            | рос. Избранные                                                  | Ольга Ріос       |
| 1986 | Бережи мене, мій талісмане                                        | рос. Храни меня, мой талисман                                   | Таня             |
| 1986 |                                                                   | рос. Испытатель                                                 |                  |
| 1987 | Десять негренят                                                   | рос. Десять негритят                                            | Віра Клейтон     |
| 1987 |                                                                   | рос. Воскресные прогулки                                        |                  |
| 1987 | Асса                                                              | рос. Асса                                                       | Аліка            |
| 1988 | Чорний чернець                                                    | рос. Чёрный монах                                               | Таня             |
| 1989 | Чорна троянда — емблема печалі, червона троянда — емблема кохання | рос. Черная роза – эмблема печали, красная роза – эмблема любви | Олександра       |
| 1991 | Анна Карамазофф                                                   | рос. Анна Карамазофф                                            |                  |
| 1996 | Привіт, дурні!                                                    | рос. Привет, дуралеи!                                           | Ксенія Засипкіна |
| 2000 | Москва                                                            | рос. Москва                                                     | Ольга            |
| 2003 |                                                                   | рос. Гололед                                                    |                  |
| 2003 | Про кохання                                                       | рос. О любви                                                    | Олена Попова     |
| 2007 |                                                                   | рос. Звонок                                                     |                  |
| 2008 |                                                                   | рос. Анна Каренина                                              | Анна Кареніна    |
| 2009 | Доброволець                                                       | рос. Доброволец                                                 |                  |
| 2009 | 2-Асса-2                                                          | рос. 2-Асса-2                                                   | Аліка Алданова   |
| 2012 | Остання казка Рити                                                | рос. Последняя сказка Риты                                      | Надія Михайлівна |